# Колледж национальной безопасности Армии обороны Израиля
Колледж национальной безопасности Израиля (Колледж национальной безопасности, МАБАЛь — «hа-Михлала ле-Битахон Леуми», Колледж национальной обороны Израиля, Военные колледжи, ивр. המכללה לביטחון לאומי‎) — израильское военное учебное заведение.

## Общие сведения
Сотрудничает с другими учебными заведениями, например с Хайфским университетом.
Предоставляет академическое образование по основам национальной безопасности, как с точки зрения обороны, так и различных социальных тем, экономики и международных отношений. Курсанты — высокопоставленные офицеры (или параллельные им чиновники в гражданских структурах) Цахала, ШАБАКа, Моссада, Полиции, ШАБАСа, Пожарной охраны, госпредприятий военной промышленности, Комиссии по атомной энергии, Офиса контролёра МО, министерств (МО, МИД, министерство Главы правительства и пр.). Офицеры Цахала выходят на учёбу в МАБАЛь в преддверии продвижения в звания полковник или бригадный генерал, т.е. в должности комбрига, комдива, Старшего офицера рода войск или параллельных им должностях. Учёба в МАБАЛь является условием для дальнейшего продвижения по службе. Учёба параллельна учёбе на степень магистра Хайфского университета.

## История создания
В 1962 году израильское правительство решило учредить Колледж национальной безопасности в Иерусалиме.
В июне 1963 года правительство Израиля при поддержке Давида Бен-Гуриона приняло решение реализовать создание колледжа.
Колледж был открыт 15 октября 1963 года.
После выпуска 4 курсов, в июле 1967 года, по рекомендациям специальной комиссии во главе с Игаэлем Ядиным  МАБАЛь был закрыт. Однако снова открылся в 1977 году, как один из выводов Войны Судного дня.
Командует колледжем офицер в звании Генерал майор.

## Командиры
| Имя             | Годы                          |
| --------------- | ----------------------------- |
| Узи Наркис      | октябрь 1963 - ноябрь 1965    |
| Эльад Пелед     | ноябрь 1965 - июль 1967       |
| Менахем Марон   | 1977-1980                     |
| Яаков Эвен      | 1980-1983                     |
| Авиэзер Яари    | 1983-1986                     |
| Яаков Лапидот   | 1986-1990                     |
| Йоси Бен Ханан  | 1990-1994                     |
| Ицхак Брик      | 1994-1998                     |
| Яаков Амидрор   | 1998-2002                     |
| Амос Ядлин      | 2002-2004                     |
| Эяль Бен-Реувен | 2004 - март 2006              |
| Гершон Ха-Коэн  | март 2006 - декабрь 2011      |
| Йоси Байдац     | декабрь 2011 - август 2015    |
| Тамир Хайман    | август 2015 - 3 января 2018   |
| Амир Барам      | 3 января 2018 - 11 марта 2019 |
| Итай Вироб      | 11 марта 2019 -               |